# Гальский мох (памятник природы)
«Гальский мох» — гидрологический памятник природы общегосударственного значения, расположенный в центральной части Сновского района на левом берегу Снова (Черниговская область, Украина). Площадь — 28 га. Находится под контролем Корюковского государственного лесного хозяйства.

## История
Был создан решением Постановления Совета Министров УССР от 14.10.1975 года № 780-р.

## Описание
Создан для охраны одноименного сфагнового болота. Имеет водорегулирующее значение. Находится на территории квадратов 78 и 79 Новоборовицкого лесничества. Памятник природы расположен на второй левобережной террасе Снова и окружён сосновым лесом. Преобладают торфяные почвы. Торфяные залежи глубиной до 2,1 м принадлежат к смешанному переходному типу. Болото имеет неправильную вытянуто-овальную форму.
Ближайший населённый пункт — село Загребельная Слобода Сновского района Черниговской области Украины, город — Сновск.

## Природа
Флора памятника природы имеет бореальный характер. Болото окружено сосновым лесом, которые ближе к болоту переходит в берёзовый. Тут обнаружено около 40 видов сосудистых растений. Большая часть болота покрыта мезотрофными, олигомезотрофными пушисто-сфаговыми группированиями (с пушицей влагалищной (Eriophorum vaginatum) и сфагнумом обманчивым (Sphagnum falax) с редкими соснами обыкновенными (Pinus sylvestris), берёзой пушистой (Betula pubescens) и берёзой повислой (Betula pendula) высотой до 4 м.
В траво-кустарниковом ярусе растёт значительная часть таких сообществ, как багульник болотный (Ledum palustre), клюква болотная (Oxycoccus palustris), подбел обыкновенный (Andromeda polifolia). Среди других видов единицы встречаются осока пышноплодая (Carex lasiocarpa), вейник сероватый (Calamagrostis canescens), зыбун болотный, верба пепельная. Моховой ярус (проективное покрытие 80-90 %) имеет многовидовой состав. Кроме Sphagnum falax в низинах растут Sphagnum cuspidatum, Drepanocladus fluitans и Drepanocladus exanulatus.
Периферийная часть занята мезоэвтрофными осоково-сфагновыми группированиями с преобладанием осоки омской (Carex omskiana) с негустым древостоем, образованным берёзой пушистой (Betula pubescens) и берёзой повислой (Betula pendula). В густом травостое встречаются вейник сероватый (Calamagrostis canescens), осока пышноплодая (Carex lasiocarpa), осока чёрная (Carex nigra), пушица влагалищная (Eriophorum vaginatum), сабельник болотный (Comarum palustre). Присутствуют вербейник обыкновенный (Lysimachia vulgaris), кизляк гроздецветый (Naumburgia thyrsiflora), полевица собачья (Agrostis cuninu).
Ближе к краю болота в биоценозах растёт роль осоки омской (Carex omskiana) и осоки пышноплодой (Carex lasiocarpa). На периферии моховой ярус редкий.
Небольшие участки болота с неглубокими торфяными залежами заняты группированиями с доминированием в древесном ярусе берёзы пушистой (Betula pubescens), в травяном — пушицы влагалищной (Eriophorum vaginatum), в моховом — сфагнум обманчивый (Sphagnum fallax). В моховом ярусе, кроме доминанта, встречаются Aulacomnium palustre и Polytrichwn gracile.
Созологическую ценность представляют редкие для региона мезотрофные и олигомезотрофные пушицо-сфагновые группирования (Eriophorum vaginatum-Sphagnum majus), а также характерные для них редкие на Левобережном Полесье виды: подбел обыкновенный (Andromeda polifolia), багульник болотный (Ledum palustre), клюква болотная (Oxycoccus palustris), верба лапландская (Salix lapponum).
Памятник природы является местом гнездования серого журавля (Grus grus), занесённого в Красную книгу Украины.